# Mickey Simpson
Mickey Simpson (Rochester, 3 dicembre 1913 – Northridge, 23 settembre 1985) è stato un attore statunitense.
Per il grande schermo inanellò dal 1939 al 1969 più di 110 partecipazioni mentre per gli schermi televisivi diede vita a numerosi personaggi in quasi 60 produzioni dal 1951 al 1967.

## Biografia
Mickey Simpson nacque a Rochester, New York, il 3 dicembre 1913.
Fu interprete di diversi personaggi per serie televisive, tra cui Boley in 18 episodi della serie Captain David Grief (1957-1960), Magni in un triplo episodio della serie Rocky Jones, Space Ranger (1954), oltre a tre episodi nel ruolo non accreditato di Markoff, e dagli anni cinquanta alla fine dei sessanta continuò a collezionare numerose presenze in decine di serie televisive come guest star o personaggio minore.
La sua carriera cinematografica conta diverse presenze con varie interpretazioni tra cui quelle di Chula in Bela Lugosi e il gorilla di Brooklyn (1952), di Tom Ringo in Apache Country (1952) e di Frenchy in Saginaw Trail (1953).
Fu accreditato per l'ultima volta sugli schermi televisivi in un episodio de La grande vallata, trasmesso il 20 marzo 1967 e intitolato Turn of a Card, nel quale interpretò il ruolo di Matt Beemer, mentre per il cinema l'ultima interpretazione risale al film Quel fantastico assalto alla banca (1969), in cui interpretò Sam, una delle guardie giurate.
Morì a Northridge, Los Angeles, il 23 settembre 1985 e fu seppellito al Forest Lawn Memorial Park di Hollywood Hills.

## Filmografia

### Cinema
- Ombre rosse (Stagecoach), regia di John Ford (1939)
- Panama Lady, regia di Jack Hively (1939)
- Free, Blonde and 21, regia di Ricardo Cortez (1940)
- Allegri naviganti (In the Navy), regia di Arthur Lubin (1941)
- Tight Shoes, regia di Albert S. Rogell (1941)
- Sea Raiders, regia di Ford Beebe e John Rawlins (1941)
- Swing It Soldier, regia di Harold Young (1941)
- Razzi volanti (Keep 'Em Flying), regia di Arthur Lubin (1941)
- Honolulu Lu, regia di Charles Barton (1941)
- Signora per una notte (Lady for a Night), regia di Leigh Jason (1942)
- A Date with the Falcon, regia di Irving Reis (1942)
- Obliging Young Lady, regia di Richard Wallace (1942)
- Gang Busters, regia di Noel M. Smith e Ray Taylor (1942)
- I cacciatori dell'oro (The Spoilers), regia di Ray Enright (1942)
- Stella nel cielo (Syncopation), regia di William Dieterle (1942)
- The Falcon Takes Over, regia di Irving Reis (1942)
- Timber!, regia di Christy Cabanne (1942)
- Boss of Hangtown Mesa, regia di Joseph H. Lewis (1942)
- Highways by Night, regia di Peter Godfrey (1942)
- Behind the Eight Ball, regia di Edward F. Cline (1942)
- Le mille e una notte (Arabian Nights), regia di John Rawlins (1942)
- Non c'è tempo per l'amore (No Time for Love), regia di Mitchell Leisen (1943)
- Sfida infernale (My Darling Clementine), regia di John Ford (1946)
- Calendar Girl, regia di Allan Dwan (1947)
- Frontiere selvagge (Trail Street), regia di Ray Enright (1947)
- Scheherazade (Song of Scheherazade), regia di Walter Reisch (1947)
- Tarzan e i cacciatori bianchi (Tarzan and the Huntress), regia di Kurt Neumann (1947)
- La vergine di Tripoli (Slave Girl), regia di Charles Lamont (1947)
- Vento di primavera (The Bachelor and the Bobby-Soxer), regia di Irving Reis (1947)
- The Case of the Baby Sitter, regia di Lambert Hillyer (1947)
- La vedova pericolosa (The Wistful Widow of Wagon Gap), regia di Charles Barton (1947)
- Texas selvaggio (The Fabulous Texan), regia di Edward Ludwig (1947)
- The Spook Speaks, regia di Hal Yates – cortometraggio (1947)
- La strada del carcere (Road to the Big House), regia di Walter Colmes (1947)
- The Judge Steps Out, regia di Boris Ingster (1948)
- Joe Palooka in Fighting Mad, regia di Reginald Le Borg (1948)
- Luna park (Are You with It?), regia di Jack Hively (1948)
- Il massacro di Fort Apache (Fort Apache), regia di John Ford (1948)
- Half Past Midnight, regia di William F. Claxton (1948)
- The Argyle Secrets, regia di Cy Endfield (1948)
- La signora del fiume (River Lady), regia di George Sherman (1948)
- Strada senza nome (The Street with No Name), regia di William Keighley (1948)
- La donna del bandito (They Live by Night), regia di Nicholas Ray (1948)
- Angelo in esilio (Angel in Exile), regia di Allan Dwan e Philip Ford (1948)
- I tre moschettieri (The Three Musketeers), regia di George Sidney (1948)
- Le avventure di Don Giovanni (Adventures of Don Juan), regia di Vincent Sherman (1948)
- Quel meraviglioso desiderio (That Wonderful Urge), regia di Robert B. Sinclair (1948)
- La strega rossa (Wake of the Red Witch), regia di Edward Ludwig (1948)
- Hai sempre mentito (A Woman's Secret), regia di Nicholas Ray (1949)
- Diana vuole la libertà (Adventure in Baltimore), regia di Richard Wallace (1949)
- Quando torna primavera (It Happens Every Spring), regia di Lloyd Bacon (1949)
- I cavalieri del Nord Ovest (She Wore a Yellow Ribbon), regia di John Ford (1949)
- Dopo Waterloo (The Fighting Kentuckian), regia di George Waggner (1949)
- Bill sei grande! (When Willie Comes Marching Home), regia di John Ford (1950)
- Tempesta sull'oceano Indiano (Cargo to Capetown), regia di Earl McEvoy (1950)
- La Venere di Chicago (Wabash Avenue), regia di Henry Koster (1950)
- La carovana dei mormoni (Wagon Master), regia di John Ford (1950)
- Kill the Umpire, regia di Lloyd Bacon (1950)
- Il diavolo nella carne (Surrender), regia di Allan Dwan (1950)
- The Sun Sets at Dawn, regia di Paul Sloane (1950)
- Il segreto del carcerato (Southside 1-1000), regia di Boris Ingster (1950)
- I filibustieri delle Antille (Double Crossbones), regia di Charles Barton (1951)
- Roar of the Iron Horse - Rail-Blazer of the Apache Trail, regia di Spencer Gordon Bennet e Thomas Carr (1951)
- Kentucky Jubilee, regia di Ron Ormond (1951)
- La maschera del vendicatore (Mask of the Avenger), regia di Phil Karlson (1951)
- Il suo tipo di donna (His Kind of Woman), regia di John Farrow e Richard Fleischer (1951)
- La prova del fuoco (The Red Badge of Courage), regia di John Huston (1951)
- A sud rullano i tamburi (Drums in the Deep South), regia di William Cameron Menzies (1951)
- La regina dei pirati (Anne of the Indies), regia di Jacques Tourneur (1951)
- I 10 della legione (Ten Tall Men), regia di Willis Goldbeck (1951)
- Elena paga il debito (The Lady Pays Off), regia di Douglas Sirk (1951)
- Leadville Gunslinger, regia di Harry Keller (1952)
- Donne fuorilegge (Outlaw Women), regia di Sam Newfield e Ron Ormond (1952)
- La peccatrice di San Francisco (The San Francisco Story), regia di Robert Parrish (1952)
- Apache Country, regia di George Archainbaud (1952)
- Nevada Express (Carson City), regia di André De Toth (1952)
- Gents in a Jam, regia di Edward Bernds – cortometraggio (1952)
- Uomini alla ventura (What Price Glory), regia di John Ford (1952)
- Bela Lugosi e il gorilla di Brooklyn (Bela Lugosi Meets a Brooklyn Gorilla), regia di William Beaudine (1952)
- Hellgate - Il grande inferno (Hellgate), regia di Charles Marquis Warren (1952)
- Ellis in Freedomland, regia di Abby Berlin (1952)
- Star of Texas, regia di Thomas Carr (1953)
- Il sole splende alto (The Sun Shines Bright), regia di John Ford (1953)
- Salomè (Salome), regia di William Dieterle (1953)
- L'uomo nell'ombra (Man in the Dark), regia di Lew Landers (1953)
- La spada di Damasco (The Golden Blade), regia di Nathan Juran (1953)
- L'inferno di Yuma (Devil's Canyon), regia di Alfred L. Werker (1953)
- Saginaw Trail, regia di George Archainbaud (1953)
- Un leone per la strada (A Lion Is in the Streets), regia di Raoul Walsh (1953)
- Three Sailors and a Girl, regia di Roy Del Ruth (1953)
- The Eddie Cantor Story, regia di Alfred E. Green (1953)
- Rose Marie, regia di Mervyn LeRoy (1954)
- Il principe coraggioso (Prince Valiant), regia di Henry Hathaway (1954)
- I gladiatori (Demetrius and the Gladiators), regia di Delmer Daves (1954)
- Cacciatori di frontiera (The Bounty Hunter), regia di André De Toth (1954)
- La lunga linea grigia (The Long Gray Line), regia di John Ford (1955)
- Anonima delitti (New York Confidential), regia di Russell Rouse (1955)
- I sette ribelli (Seven Angry Men), regia di Charles Marquis Warren (1955)
- Terra infuocata (Tall Man Riding), regia di Lesley Selander (1955)
- Tutto finì alle sei (I Died a Thousand Times), regia di Stuart Heisler (1955)
- So You Want to Be a Policeman, regia di Richard L. Bare – cortometraggio (1955)
- Il cavaliere senza volto (The Lone Ranger), regia di Stuart Heisler (1956)
- I banditi del petrolio (The Houston Story), regia di William Castle (1956)
- Giungla d'acciaio (The Steel Jungle), regia di Walter Doniger (1956)
- Mondo senza fine (World Without End), regia di Edward Bernds (1956)
- Soli nell'infinito (Toward the Unknown), regia di Mervyn LeRoy (1956)
- I dieci comandamenti (The Ten Commandments), regia di Cecil B. DeMille (1956)
- Il gigante (Giant), regia di George Stevens (1956)
- Sfida all'O.K. Corral (Gunfight at the O.K. Corral), regia di John Sturges (1957)
- Undersea Girl, regia di John Peyser (1957)
- Ultima notte a Warlock (Warlock), regia di Edward Dmytryk (1959)
- Il ballo delle pistole (He Rides Tall), regia di R.G. Springsteen (1964)
- Rio Conchos, regia di Gordon Douglas (1964)
- La più grande storia mai raccontata (The Greatest Story Ever Told), regia di George Stevens (1965)
- Qualcuno da odiare (King Rat), regia di Bryan Forbes (1965)
- Meglio morto che vivo (More Dead Than Alive), regia di Robert Sparr (1969)
- Quel fantastico assalto alla banca (The Great Bank Robbery), regia di Hy Averback (1969)

### Televisione
- Wild Bill Hickok (Adventures of Wild Bill Hickok) – serie TV, episodio 1x13 (1951)
- I segreti della metropoli (Big Town) – serie TV, episodio 2x39 (1952)
- Sky King – serie TV, episodi 1x08-1x10 (1952)
- Chevron Theatre – serie TV, episodio 2x01 (1953)
- Le avventure di Rex Rider (The Range Rider) – serie TV, 10 episodi (1951-1953)
- Adventures of Superman – serie TV, episodio 2x16 (1954)
- La mia piccola Margie (My Little Margie) – serie TV, episodio 3x37 (1954)
- Annie Oakley – serie TV, episodi 1x05-1x23-1x24 (1954)
- Public Defender – serie TV, episodio 2x05 (1954)
- Rocky Jones, Space Ranger – serie TV, 7 episodi (1954)
- The Joe Palooka Story – serie TV, episodio 1x15 (1954)
- Le avventure di Rin Tin Tin (The Adventures of Rin Tin Tin) – serie TV, episodio 1x22 (1955)
- Jungle Jim – serie TV, episodio 1x04 (1955)
- Cisco Kid (The Cisco Kid) – serie TV, 5 episodi (1952-1955)
- Lux Video Theatre – serie TV, 4 episodi (1953-1956)
- Il cavaliere solitario (The Lone Ranger) – serie TV, 13 episodi (1950-1956)
- Gunsmoke – serie TV, episodio 2x11 (1956)
- I Led 3 Lives – serie TV, episodio 3x31 (1956)
- Dr. Hudson's Secret Journal – serie TV, 1 episodio (1956)
- Furia (Fury) – serie TV, episodio 2x16 (1957)
- Navy Log – serie TV, episodio 2x29 (1957)
- Death Valley Days – serie TV, episodio 6x15 (1958)
- I racconti del West (Zane Grey Theater) – serie TV, episodio 2x21 (1958)
- Target – serie TV, episodio 1x10 (1958)
- 26 Men – serie TV, 4 episodi (1957-1958)
- Suspicion – serie TV, episodio 1x37 (1958)
- Panico (Panic!) – serie TV, episodio 2x13 (1958)
- The Silent Service – serie TV, episodio 2x37 (1958)
- Tales of Wells Fargo – serie TV, episodio 3x16 (1958)
- The Gray Ghost – serie TV, episodio 1x37 (1958)
- Schlitz Playhouse of Stars – serie TV, episodi 8x02-8x08 (1958-1959)
- The Lineup – serie TV, episodi 3x18-5x16 (1957-1959)
- The Rifleman – serie TV, episodi 1x01-1x21 (1958-1959)
- Have Gun - Will Travel – serie TV, episodio 2x28 (1959)
- Yancy Derringer – serie TV, episodio 1x28 (1959)
- The Rough Riders – serie TV, episodio 1x31 (1959)
- The Deputy – serie TV, episodio 1x06 (1959)
- The Alaskans – serie TV, episodio 1x08 (1959)
- Colt .45 – serie TV, episodi 2x07-3x10 (1959)
- Shotgun Slade – serie TV, episodio 1x09 (1959)
- Hawaiian Eye – serie TV, episodio 1x14 (1960)
- Tombstone Territory – serie TV, episodio 3x17 (1960)
- Captain David Grief – serie TV, 19 episodi (1957-1960)
- Le leggendarie imprese di Wyatt Earp (The Life and Legend of Wyatt Earp) – serie TV, episodio 5x26 (1960)
- Westinghouse Desilu Playhouse – serie TV, episodi 2x03-2x13 (1959-1960)
- Bourbon Street Beat – serie TV, episodio 1x24 (1960)
- Disneyland – serie TV, episodio 6x25 (1960)
- Richard Diamond (Richard Diamond, Private Detective) – serie TV, episodio 4x03 (1960)
- Thriller – serie TV, episodio 1x01 (1960)
- Bat Masterson – serie TV, episodi 1x26-2x15-3x05 (1959-1960)
- Pete and Gladys – serie TV, episodio 1x09 (1960)
- Sugarfoot – serie TV, episodi 1x12-1x19-4x03 (1958-1960)
- Peter Gunn – serie TV, episodio 3x25 (1961)
- Bonanza – serie TV, episodi 1x18-2x18-2x34 (1960-1961)
- Outlaws – serie TV, episodio 2x11 (1961)
- Bronco – serie TV, 4 episodi (1958-1962)
- Maverick – serie TV, 6 episodi (1957-1962)
- Lawman – serie TV, 6 episodi (1958-1962)
- Cheyenne – serie TV, 9 episodi (1956-1962)
- Indirizzo permanente (77 Sunset Strip) – serie TV, episodi 2x02-3x01-5x18 (1959-1963)
- Dakota (The Dakotas) – serie TV, episodio 1x13 (1963)
- La legge del Far West (Temple Houston) – serie TV, episodio 1x17 (1964)
- Il virginiano (The Virginian) – serie TV, episodi 2x11-2x23 (1963-1964)
- The Joey Bishop Show – serie TV, episodi 1x11-4x17 (1961-1965)
- Mister Ed, il mulo parlante (Mister Ed) – serie TV, episodio 5x21 (1965)
- Pistols 'n' Petticoats – serie TV, episodio 1x14 (1966)
- La grande vallata (The Big Valley) – serie TV, episodio 2x26 (1967)
- Sui sentieri del West (The Outcasts) – serie TV, episodio 1x20 (1969)